# Clostridium
Clostridium là một giống trực khuẩn Gram dương, thuộc ngành Firmicutes. Đây là những vi khuẩn kỵ khí bắt buộc có khả năng sinh nha bào khi môi trường sống bất lợi. Tên của chúng bắt nguồn từ tiếng Hy Lạp kloster (κλωστήρ) có nghĩa trục quay. Từ những đặc điểm điển hình trên, người ta xếp các vi khuẩn vào giống Clostridium, tuy nhiên gần đây nhiều chủng đã được phân loại vào các giống khác.

## Bệnh học
Giống Clostridium bao gồm khoảng 100 loài
có những chủng sống tự do trong môi trường và một số hiện diện như những mầm bệnh tiềm ẩn với con người. Trong nhóm này có bốn vi khuẩn chủ yếu gây bệnh cho con người:
- C. botulinum, có khả năng sinh độc tố trong thức ăn, vết thương gây ra bệnh độc thịt.[5]
- C. difficile, tồn tại như là mầm bệnh cơ hội thuộc hệ vi sinh vật ở ruột và phát triển khi có điều kiện nhất là trong liệu pháp chữa trị bằng kháng sinh và gây ra chứng viêm đại tràng màng giả.[6]
- C. perfringens, ban đầu có tên C. welchii, là nguyên nhân gây ra một loạt các hội chứng khác nhau, từ ngộ độc thức ăn cho đến bệnh hoại thư sinh hơi. Loài này cũng sản sinh ra độc tố ruột huyết gây ra bệnh nhuyễn thận ở cừu và dê.[7] Lợi ích của C. perfringens là thay thế nấm men trong phương pháp bánh mì muối.
- C. tetani, gây ra bệnh uốn ván.[8]

Trong mật ong đôi khi có thể tồn tại nha bào của Clostridium botulinum, gây ra chứng độc thịt ở trẻ em một tuổi hay nhỏ hơn. Các vi khuẩn này sản shin độc tố ngộ độc thịt, cuối cùng sẽ khiến cho cơ hô hấp liệt. Người lớn và trẻ lớn tuổi hơn có thể ăn mật ong mà không bị bệnh vì clostridia không thể thích nghi trong đường tiêu hóa ở phần dạ dày ruột.
Một vài trường hợp tử vong ở những người phụ nữ sau khi sinh nở được ghi nhận là do C. sordellii.
Giống Clostridium đôi khi được tìm thấy trên những lồng chim kiểu Trung Quốc. Vì vậy những lồng chim này cần phải qua bước diệt khuẩn bằng sulfite trước khi nhập khẩu vào thị trường Mỹ.
Đặc điểm chung của các loài vi khuẩn thuộc giống C. botulinum là có khả năng sản sinh độc tố thần kinh. Hiện có bảy loại độc tố được đặt tên theo các chữ cái (A-G). Phần lớn các chủng cùng sản sinh một loại độc tố thần kinh nhưng đồng thời cũng sinh ra nhiều loại độc tố khác đã được ghi nhận. C. botulinum sinh độc tố B và F được phân lập từ những trường hợp bệnh nhiễm độc thịt ở người tại New Mexico và California. Một loại độc tố mới đã được xác định là Bf thuộc nhóm B ngoài độc tố F được tìm thấy. Tương tự, các chủng sản sinh độc tố Ab và Af đã được báo cáo.
Các loài Clostridium đã được xác định gây ra bệnh độc thịt; Clostridium butyricum sản sinh ra độc tố E và Clostridium baratii sản sinh độc tố F. Khả năng của C. botulinum chuyển gen mã hóa việc tổng hợp độc tố thần kinh cho các loài clostridia đang được quan tâm, đặc biệt trong công nghiệp thực phẩm nơi mà hệ thống bảo quản cần được thiết kế để tiêu diệt hay vô hiệu hóa loài C. botulinum nhưng không làm ảnh hưởng đến các loài khác thuộc giống Clotridium.

## Sử dụng trong công nghiệp
Loài vi khuẩn C. thermocellum có khả năng sử dụng chất thải lignocellulo để tổng hợp ethanol, do đó đây là một ứng viên tiềm năng trong công nghiệp sản xuất ethanol. Loài này cũng không cần oxy và có tính chất ưa nhiệt giảm thiểu chi phí làm mát. 
Loài C. acetobutylicum được biết đến với cái tên Sinh vật Weizmann, được sử dụng lần đầu tiên bởi Chaim Weizmann để sản xuất acetone và biobutanol từ tinh bột năm 1916 nhằm mục đích tổng hợp thuốc súng và TNT.
Vi khuẩn kỵ khí C. ljungdahlii, được khám phá gần đây trong chất thải thương mại của gà, có thể sản xuất ethanol những nguồn chỉ có duy nhất cácbon bao gồm cả khí tổng hợp, một hỗn hợp của carbon monoxit và hydrogen sinh ra từ sự cháy một phần của nhiên liệu hóa thạch hay sinh khối. Việc ứng dụng các vi khuẩn kể trên để sản xuất ethanol từ khí tổng hợp đã được tiến hành has tại các nhà máy thử nghiệm tại cơ sở BRI Energy ở Fayetteville, Arkansas.
Ngoài ra, Acid béo có thể được chuyển đổi bởi các nấm men thành acid dicarboxylic chuỗi dài và thành 1,3-propanediol bằng việc sử dụng Clostridium diolis.
Các gen từ loài C. thermocellum đã được chuyển cho chuột biến đổi gen để có thể sản xuất men cellulase. Thí nghiệm này được dùng để tìm hiểu phương cách cải thiện khả năng tiêu hóa của các động vật có dạ dày đơn. Kết quả được Hall Công bố năm 1993.
Các loài không gây bệnh thuộc giống clostridia có lẽ giúp đỡ chữa trị các căn bệnh như ung thư. Các nghiên cứu chỉ ra rằng clostridia có khả năng nhắm chọn lọc tới các tế bào ung thư. Một số loài khác có thể xâm nhập và nhân lên trong các khối u rắn. Vì thế một vài loài Clostridia được sử dụng để chuyển các protein chữa bệnh vào các khối u. Việc ứng dụng giống Clostridia đã được thực hành trong nhiều kỹ thuật tiền lâm sàng.